# Kettstreifiger Blutegel
Der Kettstreifige Blutegel (Phytobdella catenifera) ist eine Art der Landegel (Haemadipsidae), die in Wäldern der Malaiischen Halbinsel als Blut saugender Parasit verschiedene Reptilien befällt.

## Merkmale
Wie alle Vertreter der Gattung Phytobdella hat Phytobdella catenifera nur zwei Kiefer (und nicht drei wie die meisten Kieferegel), und pro Segment gibt es sechs äußere Ringel, wobei zwischen den Gonoporen 6 bis 7 Ringel liegen. Der Egel erreicht eine für Langegel erhebliche Länge von 5 cm. Der braune Körper hat auf dem Rücken 3 bis 5 schwarze kettenförmige Streifen mit hellen, schwarz umrandeten Flecken, die beim mittleren Streifen oft besonders ausgeprägt sind. Konserviert nimmt das Tier eine gelbliche Färbung an. Phytobdella catenifera wird etwa 13 bis 33 mm lang. Der Durchmesser des vorderen Saugnapfes erreicht etwa 1,3 bis 2,5 mm, der des hinteren 2,5 bis 3,7 mm. Der hintere Saugnapf hat 63 bis 65 Strahlen und nur verkümmerte oder ganz fehlende Öhrchen.

## Verbreitung, Lebensraum und Lebensweise
Der Kettstreifige Blutegel lebt in Wäldern der Malaiischen Halbinsel in Malaysia. Er befällt Reptilien und scheint den Menschen als Wirt gänzlich zu verschmähen. Das Typusexemplar wurde zusammen mit 23 Artgenossen von einer Braunen Landschildkröte (Manouria emys) gesammelt.

## Fortpflanzungszyklus
Wie andere Egel ist der Kettstreifige Blutegel ein Zwitter, der als Kieferegel einen Penis besitzt. Bei der gegenseitigen Begattung wird das Sperma durch den Penis direkt in die Gonopore des Sexpartners übertragen. Die Eier werden in einem schützenden Kokon abgelegt, wo sie sich zu fertigen kleinen Egeln entwickeln.